# Cupidesthes ysobelae
Cupidesthes ysobelae är en fjärilsart som beskrevs av Jackson 1966. Cupidesthes ysobelae ingår i släktet Cupidesthes och familjen juvelvingar. Inga underarter finns listade i Catalogue of Life.